# Carib Brewery
Carib Brewery — пивоварне підприємство зі штаб-квартирою у Шамп-Фльор, Тринідад і Тобаго. Провідний виробник пива країни, який також має виробничі підрозділи у сусідніх державах Гренада та Сент-Кіттс і Невіс.

## Історія
1947 року місцевий бізнесмен Джеральд Вайт заснував на Тринідаді компанію Caribbean Development Company Limited (CDC), яка зайнялася будівництвом на острові нової броварні. У вересні 1950 року броварня випустила першу партію власного пива Carib Lager, яке швидко завоювало прихильність споживачів та почало витісняти імпортне пиво з внутрішнього ринку. 1957 року CDC придбала іншу місцеву броварню Walters, ставши таким чином єдиним тринідадським виробником пива. 
У 1970-х та 1980-х роках броварню було значно розширено, на ринок було виведено декілька нових сортів напоїв, у тому числі безалкогольних, компанія почала активно експортувати свою продукцію. Згодом Carib Brewery уклала низку ліцензійних угод з іноземними компаніями, зокрема Interbrew, Carlsberg та Diageo, згідно з якими розпочала виробництво пива всесвітньовідомих торговельних марок для ринку країн Карибського регіону.

## Закордонні виробничі підрозділи

### Carib Brewery (Grenada) Limited
1960 року тринідадська Caribbean Development Company заснувала на території Гренади компанію Grenada Breweries Limited, яка збудувала у країні броварню та вже у 1961 році випустила першу партію пива Carib Lager, невдовзі асортимент продукції підприємства було розширено. 1991 року з метою задоволення зростаючого попиту та подальшого розширення асортименту продукції компанією було збудовано другий пивоварний завод у Гренаді. 
Протягом свої історії компанія декілька разів змінювала власників — 1969 року її було націоналізовано урядом Гренади, 1994 року контрольний пакет акцій підприємства придбала ірландська Guinness PLC, а 2002 року Caribbean Development Company досягла домовленості з правонаступницею Guinness PLC компанією Diageo та викупила виробничі потужності у Гренаді назад у свою власність.

### Carib Brewery (St Kitts & Nevis) Limited
Створена 1960 року під назвою St Kitts Breweries Ltd. пивоварна компанія є наразі провідним виробником алкогольної продукції у Сент-Кіттс і Невісі. Сучасну назву отримала 1997 року. Крім виробництва пива та безалкогольних напоїв займається імпортом та дистрибуцією на внутрішньому ринку алкогольних напоїв і тютюнових виробів.

## Асортимент продукції
- Carib Lager — світле пиво з вмістом алкоголю 5,2 %. Перший та найпопулярніший сорт пива броварні.
- Royal Extra Stout — закордонний стаут з вмістом алкоголю 6,6 %. Сорт успадкований від придбаної у 1950-х броварні Walters.
- Stag Lager — світле пиво, європейський лагер з вмістом алкоголю 5,4 %.
- Black Wolf Howling Dark Lager Beer — міцне темне пиво з вмістом алкоголю 6,3 %.
- Pola Beer — світле пиво з вмістом алкоголю 4,8—5,3 %.
- Shandy Carib — слабоалкогольні напої на основі пива з вмістом алкоголю 1,2 %. Випускається у трьох різновидах: з імбирем (Ginger), лаймом (Lime) та розеллою (Sorrel).

Броварня також випускає низку безалкогольних напоїв і, за ліцензією, британські стаути Guinness Foreign Extra Stout та Mackeson Triple Stout.